# Democratische Republiek Jemen
De Democratische Republiek Jemen (Arabisch: جمهورية اليمن الديمقراطية / Jumhūrīyat al-Yaman ad-Dīmuqrāṭīyah), ook wel Zuid-Jemen genoemd, was een niet-erkende staat die bestond ten tijde van de Jemenitische burgeroorlog van 1994. De staat verklaarde zich op 21 mei 1994 onafhankelijk van Jemen en claimde het gebied dat tot de hereniging van Noord- en Zuid-Jemen in 1990 had toebehoord aan Zuid-Jemen (de Democratische Volksrepubliek Jemen). De staat kwam ten einde op 7 juli 1994, nadat de steden Al Mukalla en Aden weer in handen waren gevallen van het Jemenitische leger.